# Râpa „În Dos”

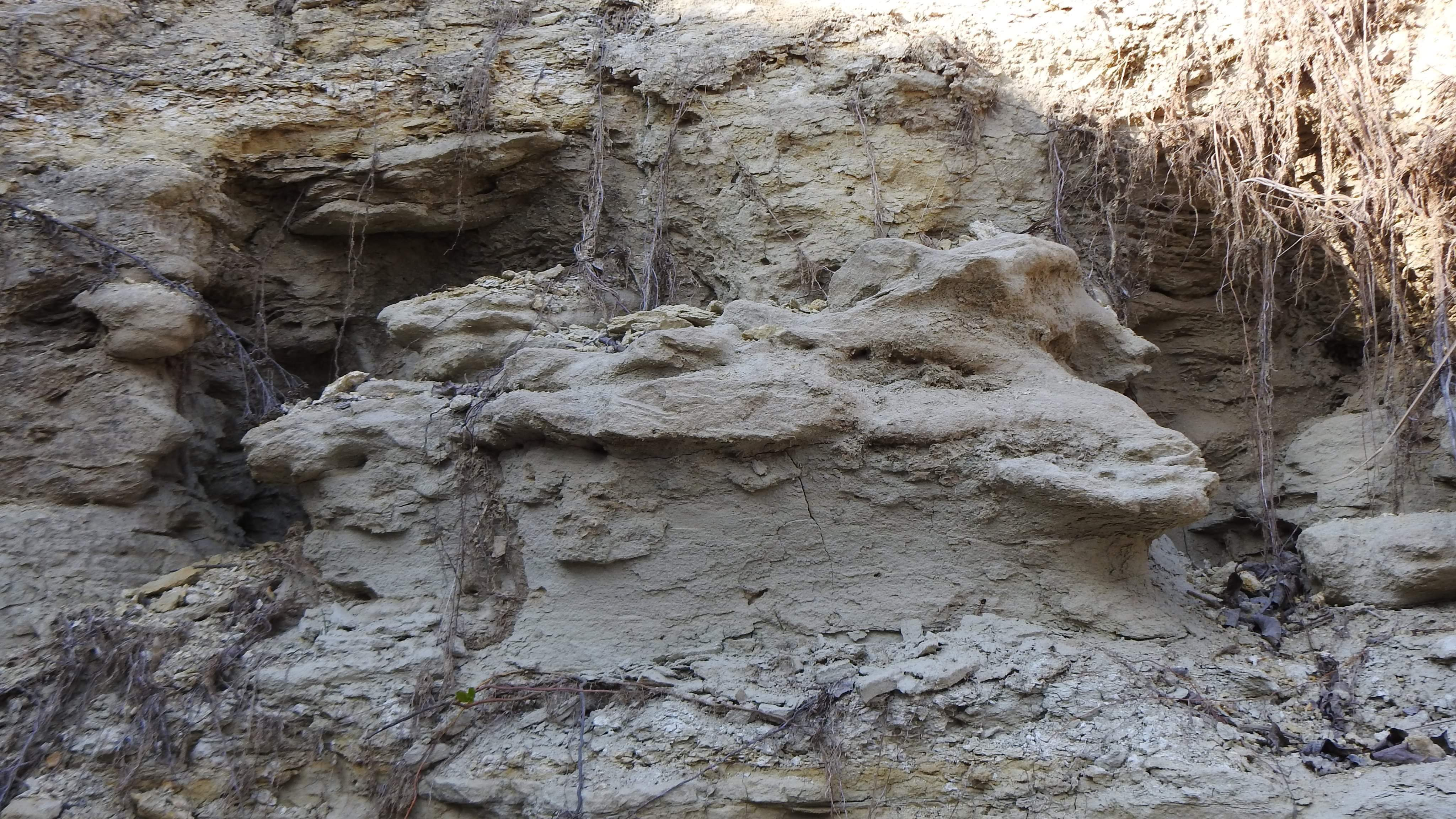
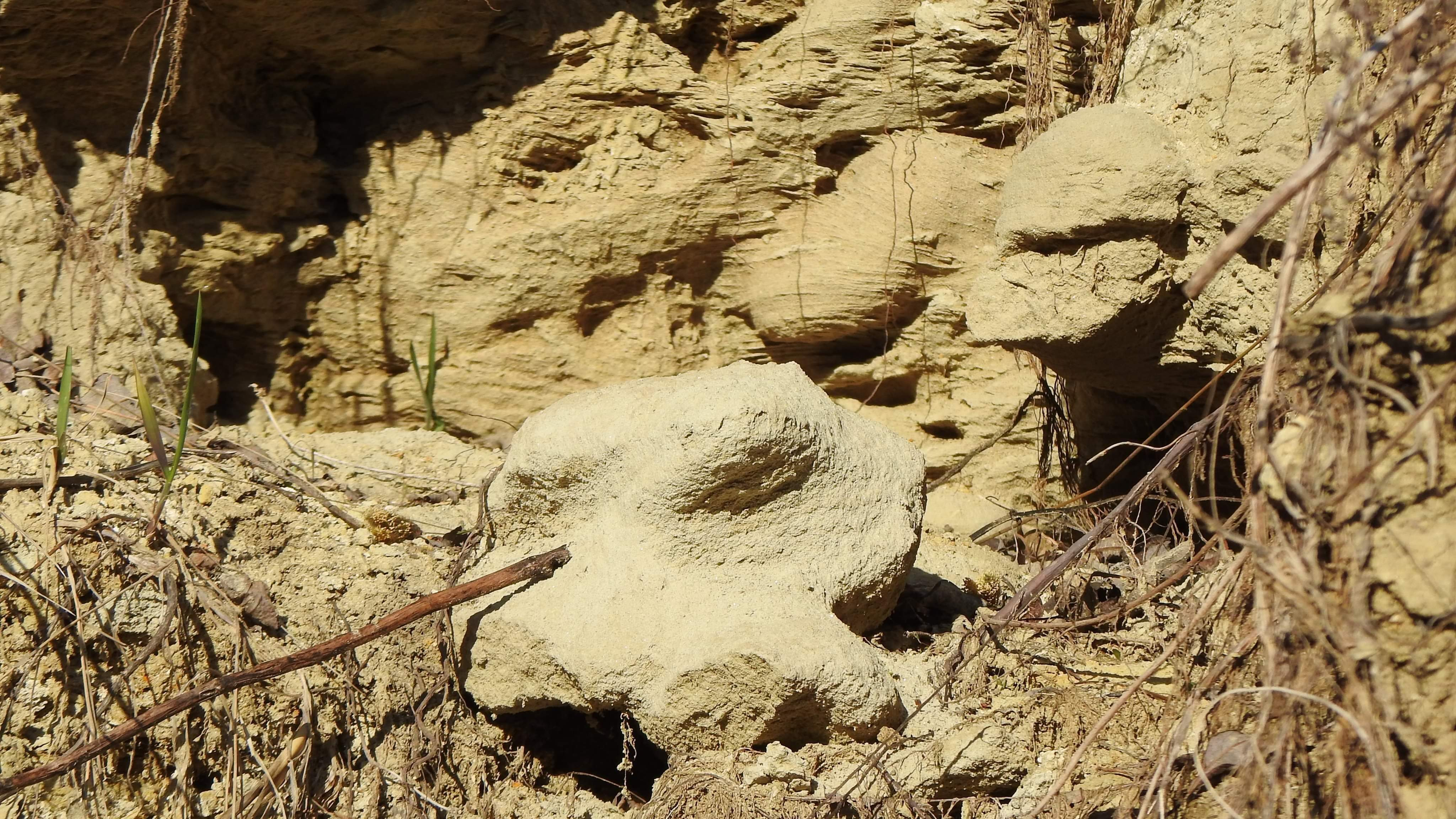

Râpa „În Dos” este un monument al naturii de tip geologic sau paleontologic în raionul Călărași, Republica Moldova. Este amplasat la 1 km sud de satul Sipoteni. Are o suprafață de 2 ha. Obiectul este administrat de Întreprinderea Agricolă „Sipoteni”.